# Monster Pies
Pour plus de détails, voir Fiche technique et Distribution.
Monster Pies est un film australien, réalisé par Lee Galea en 2013.

## Synopsis
Dans un lycée privé d'Australie, Mike et toute sa classe son chargés d'un devoir sur Roméo et Juliette et il doit s'associer avec le  nouvel élève, William. En travaillant ensemble, ils se voient de plus en plus souvent et s'éloignent du sujet en se consacrant au tournage amateur d'un Frankenstein. Une nuit, alors qu'ils sortent ensemble à une fête, Mike embrasse William et ils entament une relation qui sera très compliquée...

## Fiche technique
- Titre : Monster Pies
- Autre titre : Beautiful Love (Allemagne, Autriche, Suisse)
- Réalisation : Lee Galea
- Scénario : Paul Jenner
- Pays de production : Australie et États-Unis
- Lieu de tournage : Melbourne,Victoria
- Genre : Drame
- Durée : 85 min

## Distribution
- Tristan Barr : Mike
- Lucas Linehan : William
- Rohana Hayes : Jacquelyn
- Marlene Magee : Anne